# 魏恩加滕
魏恩加滕（德語：Weingarten，發音：[ˈvaɪnˌɡaʁtn̩] ⓘ）是德国巴登-符腾堡州蒂宾根行政区拉芬斯堡县的城市，面积12.16平方千米，2023年12月31日人口为25,521人。